# Хейдук, Фрэнки
Фрэнк Дэ́ниел «Фрэ́нки» Хе́йдук (англ. Frank Daniel "Frankie" Hejduk; 5 августа 1974 года, Ла-Меса, Калифорния) — американский футболист, защитник. Завершил карьеру в клубе MLS «Лос-Анджелес Гэлакси».

## Карьера
19 апреля 2012 года завершил карьеру.

### Голы за сборную
| # | Дата            | Встреча                       | Противник | Счёт | Результат | Соревнование                |
| - | --------------- | ----------------------------- | --------- | ---- | --------- | --------------------------- |
| 1 | 21 декабря 1996 | Сан-Сальвадор, Сальвадор      | Гватемала | 2:0  | 2:2       | ОЧМ 1998                    |
| 2 | 28 апреля 1998  | Вена, Австрия                 | Австрия   | 1:0  | 3:0       | Товарищеский матч           |
| 3 | 11 марта 1999   | Лос-Анджелес, Калифорния, США | Гватемала | 3:1  | 3:1       | англ. 1999 Nike U.S. Cup    |
| 4 | 13 марта 1999   | Сан-Диего, Калифорния, США    | Мексика   | 1:1  | 1:2       | англ. 1999 Nike U.S. Cup    |
| 5 | 6 мая 2000      | East Rutherford, США          | Мексика   | 2:0  | 3:0       | англ. 2000 Nike U.S. Cup    |
| 6 | 9 июля 2007     | Чикаго, Иллинойс, США         | Канада    | 1:0  | 2:1       | Золотой кубок КОНКАКАФ 2007 |
| 7 | 28 марта 2009   | Сан-Сальвадор, Сальвадор      | Сальвадор | 2:2  | 2:2       | ОЧМ 2010                    |

## Достижения

### Сборная США
Золотой кубок КОНКАКАФ
- Чемпион (3): 2002, 2005, 2007
- Бронзовый призёр: 2003

Кубок конфедераций
- Бронзовый призёр: 1999

### «Коламбус Крю»
Кубок MLS
- Обладатель: 2008

Регулярный чемпионат MLS
- Чемпион: 2008, 2009